# Tur Turek
Tur Turek is een voetbalclub uit de stad Turek in Polen. De club speelde van 2007 tot 2009 in de I liga sindsdien tot 2014 in de II liga. Hierna werd twee seizoenen niet gespeeld waarna in 2015 weer op laag amateurniveau begonnen werd.
De clubkleuren van Tur Turek zijn groen-geel-zwart.